# Ralph Street
Ralph Street (* 10. září 1990 Londýn) je britský reprezentant v orientačním běhu. Jeho největšími úspěchy jsou dvě čtvrtá místa ze štafet na mistrovstvích světa v letech 2015 a 2016. Je také bronzovým medailistou ze závodu světového poháru v orientačním běhu ve sprintu, který se konal v roce 2019 ve švýcarském Laufenu. V roce 2017 obsadil sedmé místo na Světových hrách. V současnosti (2021) žije v Oslu a závodí za britský klub South London Orienteers a norský Bækkelagets SK.